# Locomotivă

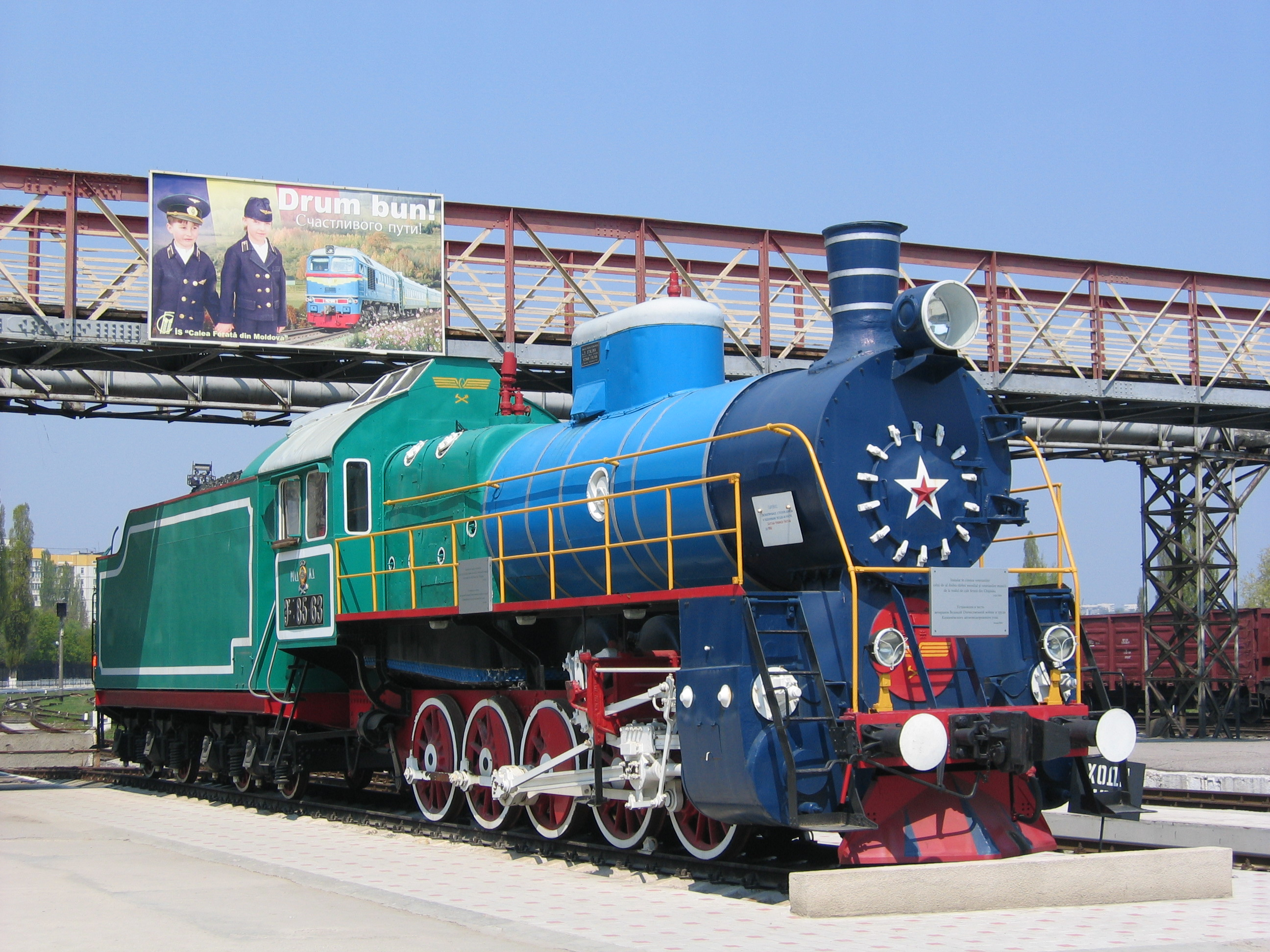
Locomotivă cu abur din Chișinău

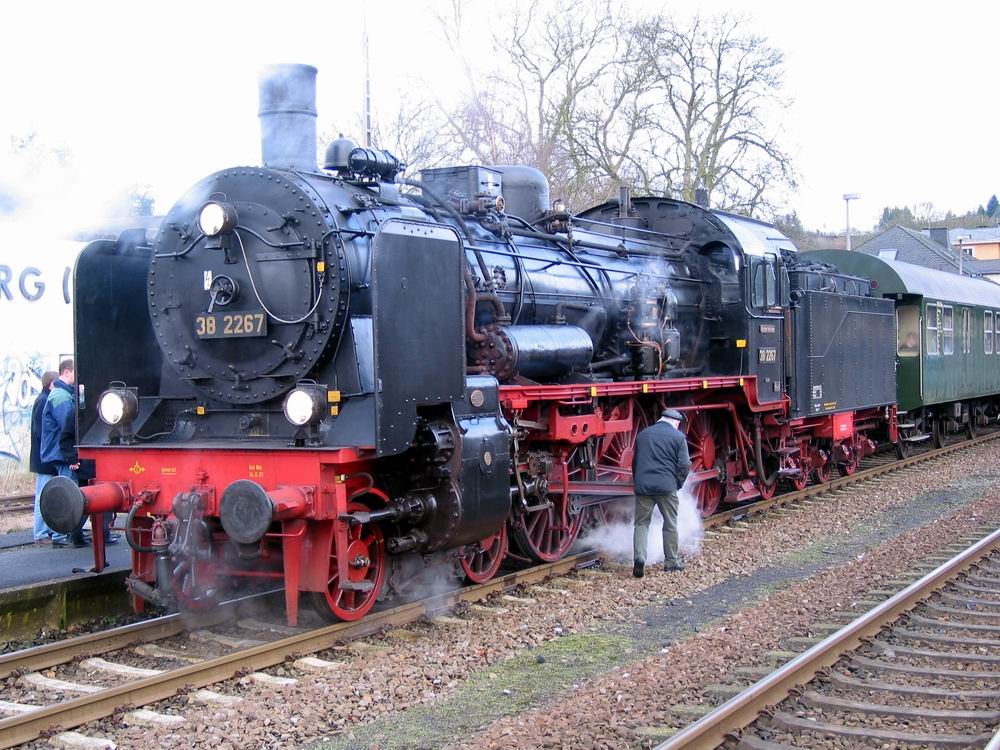
Locomotivă cu abur (Tip prusac P 8) - 1918

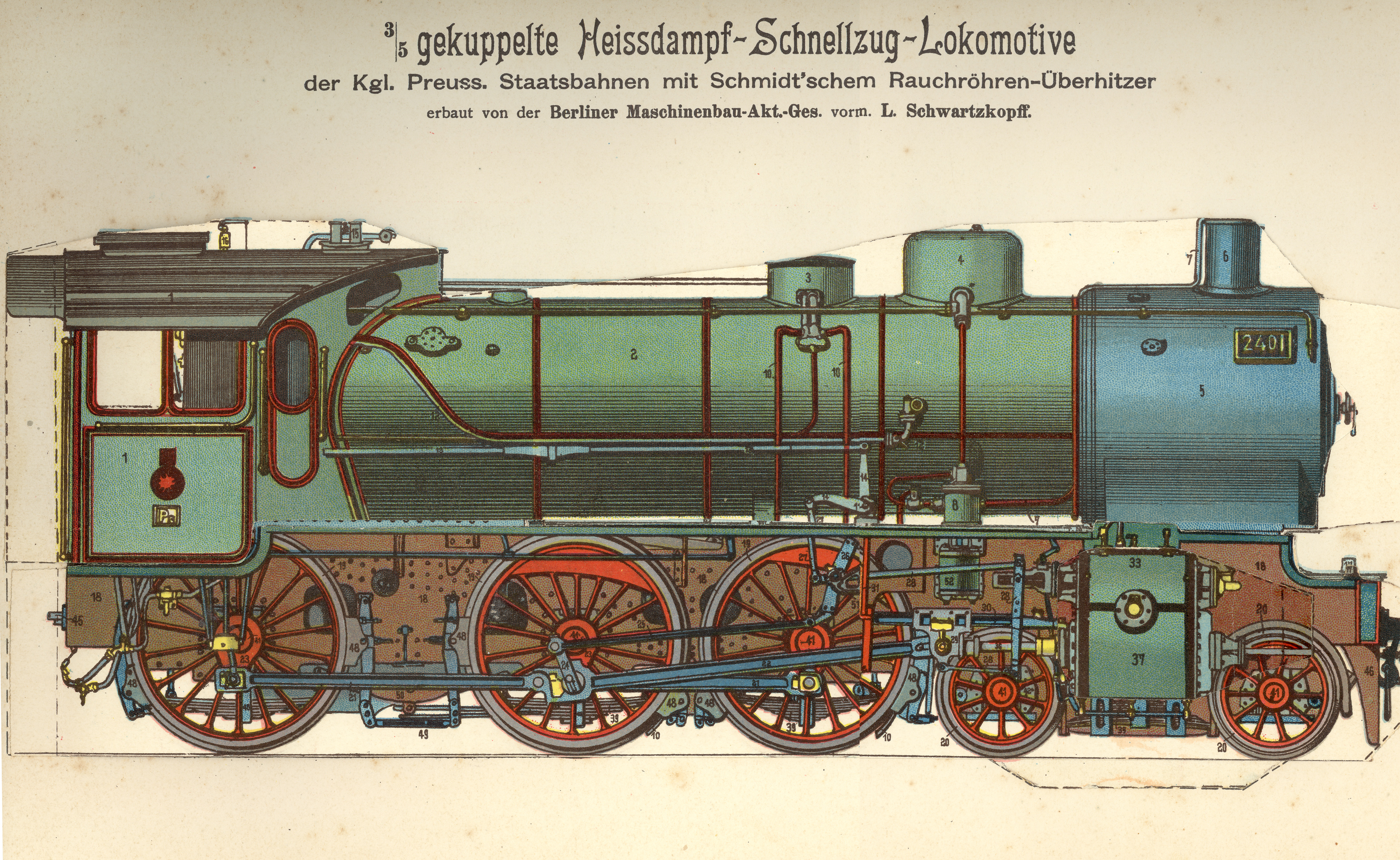
Locomotivă rapidă cu abur

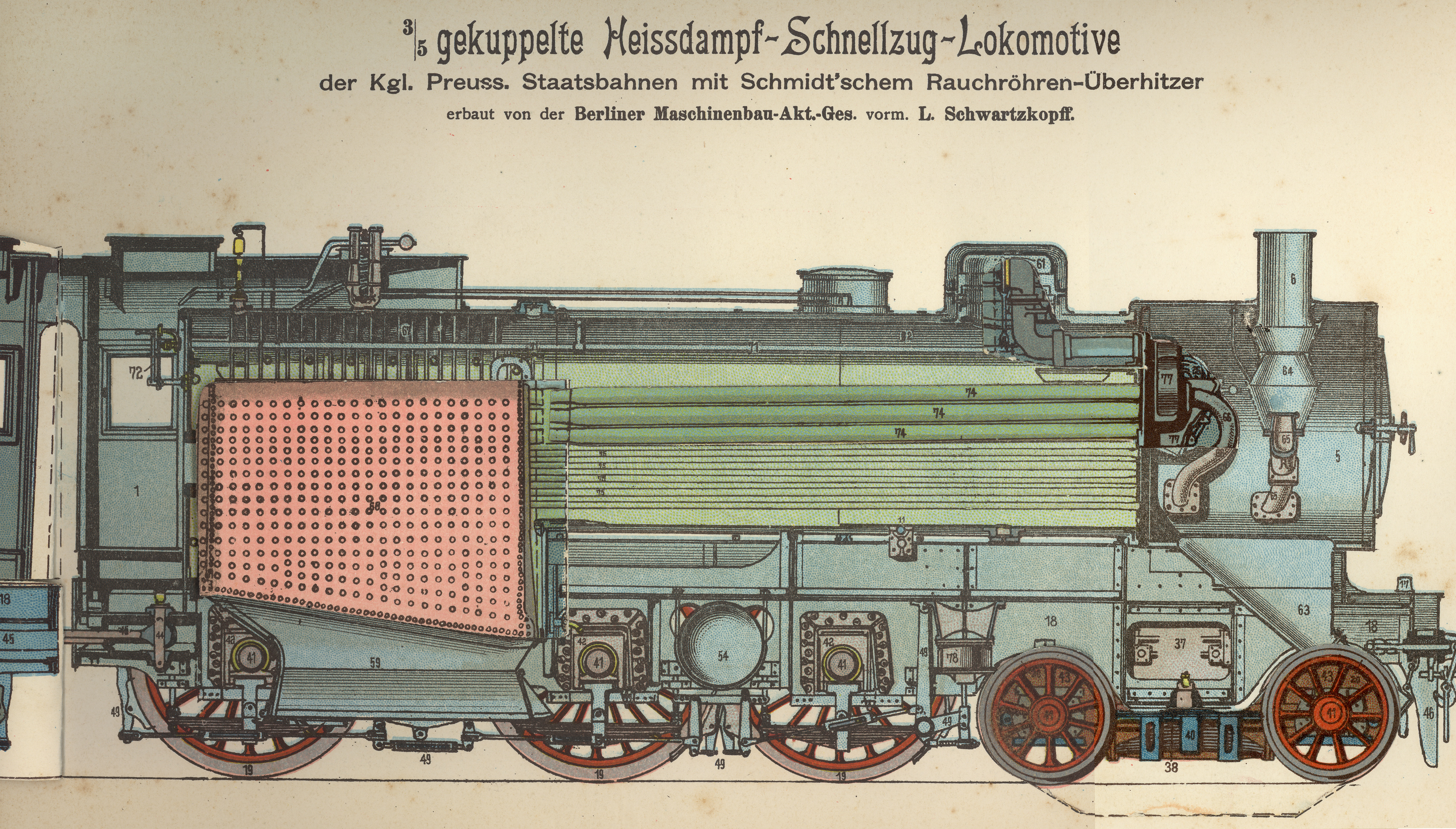
Locomotivă rapidă cu abur (vedere interioară)

Locomotiva (din latină: loco motivus = mobil) este un vehicul motor de cale ferată cu sursă de energie proprie sau străină, pentru producerea forței de tracțiune necesară la remorcare, fără ca vehiculul să transporte sarcini utile. Drept sursă de energie proprie se folosește arderea combustibililor. Locomotivele pot fi cu ardere externă, de exemplu a cărbunilor, folosind ca agent termic aburul în mașini cu abur, sau cu ardere internă, de exemplu a combustibililor lichizi, în motoare diesel. Drept sursă de energie externă se folosește curentul electric, preluat dintr-o rețea de alimentare.

## Locomotiva cu abur
Are ca sursă de energie primară arderea lemnului, cărbunilor, ulterior motorină sau benzină, acestea din urmă fiind locomotive care au realizat viteze mari.
Combustibilul necesar era situat în spatele locomotivei în tender, apa necesară era într-un cazan care era completat după necesitate în gară.
Locomotiva cu abur a fost una dintre principalele mijloace de transport, până în anul 1960 în SUA și Elveția,1977 Germania de vest, 1988 Germania Democrată când a fost scoasă din funcțiune ultima locomotivă cu abur. În prezent locomotiva cu abur funcționează încă în unele țări din Asia și Africa, în Europa fiind folosită numai în scopuri turistice.

### Clasificare
Mai demult locomotivele erau clasificate după capacitatea locomotivei și utilizarea ei, astfel erau:
1. locomotive pentru tren accelerat
2. locomotive pentru tren personal
3. locomotive pentru tren de marfă
4. locomotive pentru manevră și
5. locomotive mici, sau pentru linie (cale ferată) îngustă

Intre timp au apărut locomotive puternice standard cu peste 200 km/h sau viteze și mai mari, dispărând clișeul din trecut al unui accelerat alcătuit dintr-o locomotivă cu 3 - 4 vagoane.

## Locomotive diesel
Locomotivele diesel folosesc motorina pe post de combustibil. Ele sunt categorisite în funcție de tipul de transmisie pe care le echipează.

### Locomotivă diesel-mecanică
Locomotiva diesel-mecanică este similară constructiv unui autovehicul rutier, în sensul că sistemul de propulsie este format dintr-un motor cu ardere internă (Diesel sau mai rar Otto) un ambreiaj și o cutie de viteze mecanică. Aceste soluții tehnice sunt viabile până la puteri de 300 kW în concluzie sunt utilizate numai pentru locomotive de manevră sau pentru asa numitele automotoare Diesel.

### Locomotivă diesel-electrică
Are ca sursă de energie primară motorina. Este acționată de un motor diesel, care antrenează un generator electric de curent alternativ sau continuu. La locomotivele cu generator de curent alternativ, curentul este redresat într-un sistem cu diode de putere și alimentează motoare electrice de curent continuu care antrenează roțile (transmisie ca-cc). Cele care au și motoare de tracțiune de curent alternativ, primesc curentul de la generatorul de curent alternativ prin intermediul redresorului, care mai departe îl transmite unui invertor pentru a ii regla tensiunea și frecvența (transmisie ca-ca). Locomotivele cu transmisie cc-cc își alimentează motoarele electrice de curent continuu direct de la generatorul de curent continuu, fără a mai fi nevoie de redresor, invertor etc.

### Locomotiva diesel hidraulică
Are ca sursă de energie primară motorina. Este acționată tot de un motor diesel, a cărui putere se transmite roților printr-o transmisie hidraulica. În România s-au construit pentru puteri mai mici decât cele diesel-electrice.

### Locomotivă electro-diesel

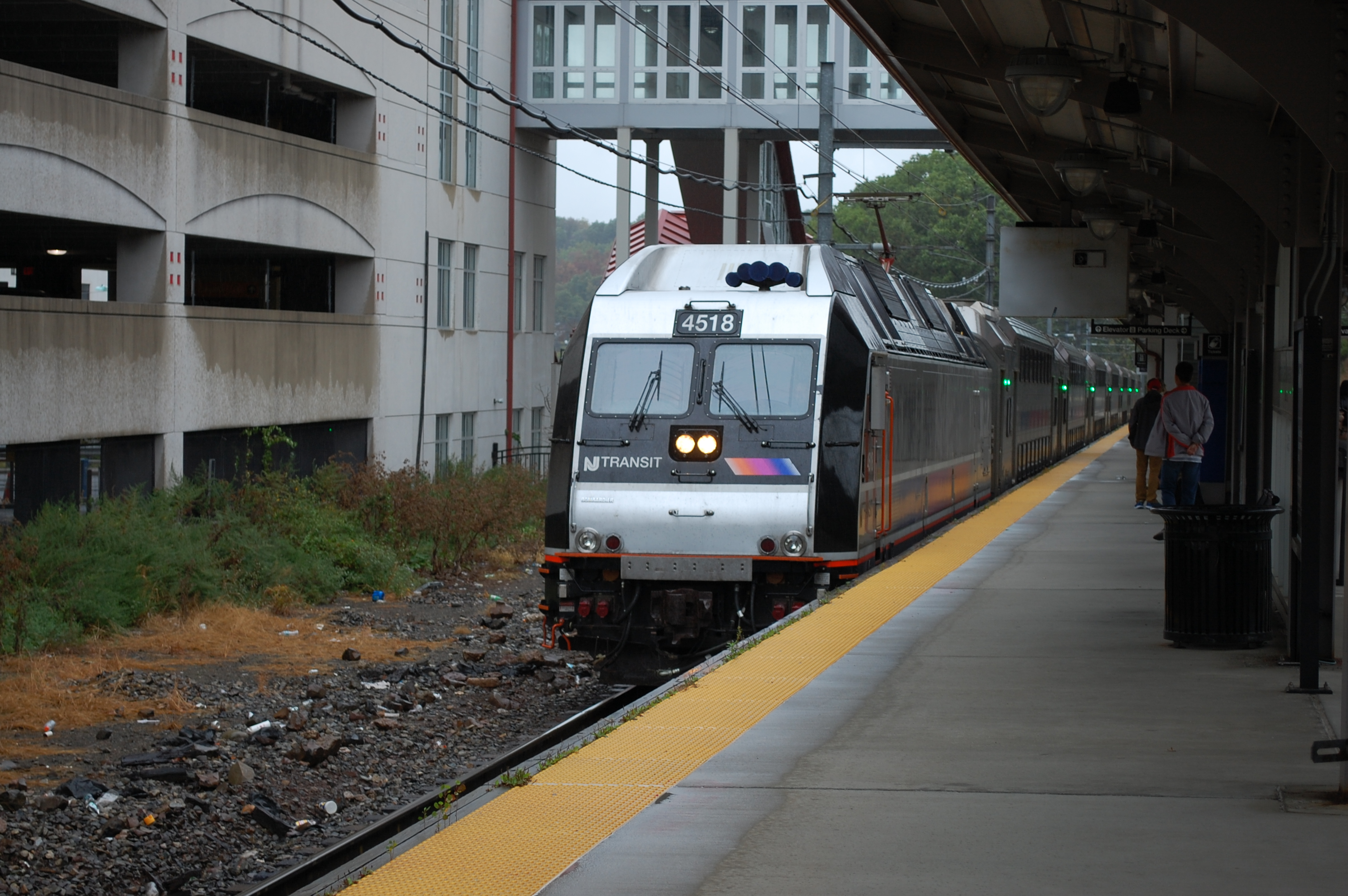
Locomotivă Bombardier ALP-45DP a NJ Transit în America

O locomotivă electro-diesel este acționată fie de la o sursă externă de electricitate (ca o locomotivă electrică), fie prin folosirea motorului diesel (ca o locomotivă diesel-electrică). Ele pot fi proiectate sau adaptate în principal pentru utilizare electrică, în principal pentru utilizare diesel sau să funcționeze la fel de bine atât ca electric, cât și ca diesel.
Locomotivele electro-diesel sunt folosite pe liniile ferate care sunt parțial electrificate fără schimbarea între o locomotivă diesel și una electrică, pentru a evita folosirea de „diesel sub fire” (folosirea unei locomotive diesel acolo unde sunt disponibile linii electrificate) și pentru a da o soluție acolo unde motoarele diesel sunt interzise.

## Locomotivă electrică
Locomotiva electrică are ca sursă de energie primară curentul electric de înaltă tensiune (în România la 25 KV). La locomotivele românești curentul alternativ de înaltă tensiune cules din rețeaua catenară este transformat în curent continuu care alimentează motoare electrice de curent continuu care antrenează roțile. Curentul este captat de pantograf, ajunge prin intermediul unor dispozitive (bare de legătură, întrerupător principal-disjunctor, izolator de trecere etc) în transformatorul principal care pe lângă rolul de coborâre a tensiunii are rolul și de reglare a tensiunii pentru motoarele de tracțiune. Mai departe tensiunea este redresată (cu ajutorul redresoarelor cu diode cu siliciu) și este transmisă motoarelor electrice. Locomotivele de ultima generație, captează de obicei de la catenară tot tensiune alternativă și o transmit transformatorului prin dispozitive asemănătoare locomotivelor românești. La acestea transformatorul are rolul doar de coborâre a tensiunii, nu și de reglare. Mai departe tensiunea este redresată, transmisă unor invertoare care au rolul de a varia tensiunea și frecventa (rol de reglaj) și în final primită de motoarele electrice de curent alternativ.

## Locomotivă de tip Maglev
Are ca sursă de energie primară curentul electric de înaltă tensiune.

## Galerie de imagini

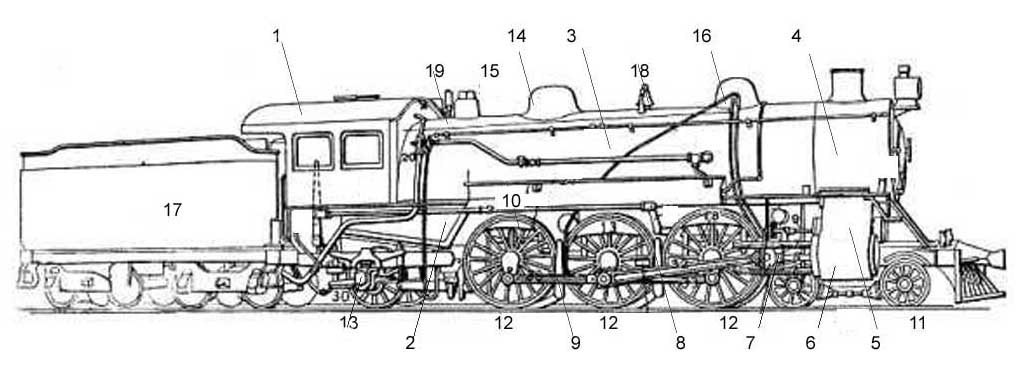
Schema unei locomotive
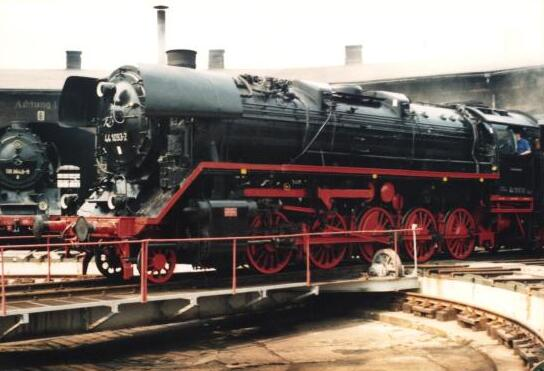
Locomotivă cu abur - RDG
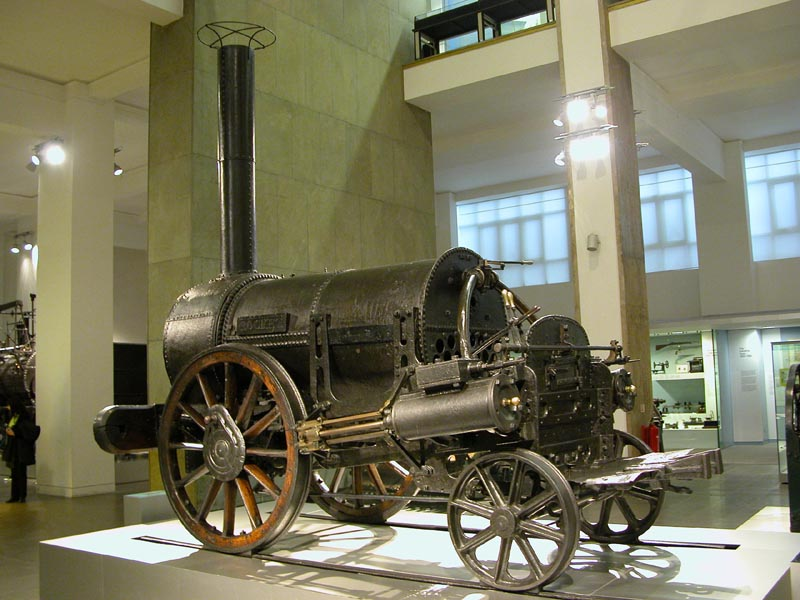
Lokomotive „Rocket“ im Science Museum, London
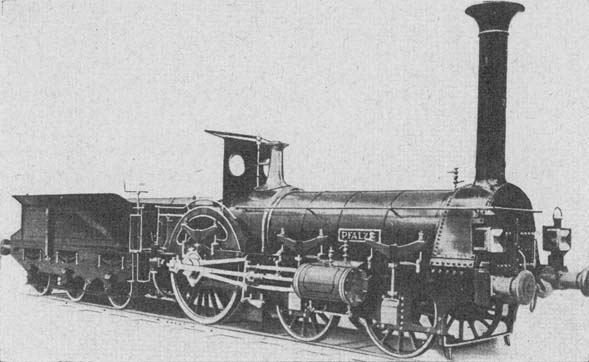
Crampton-Lok Stephensons 1829
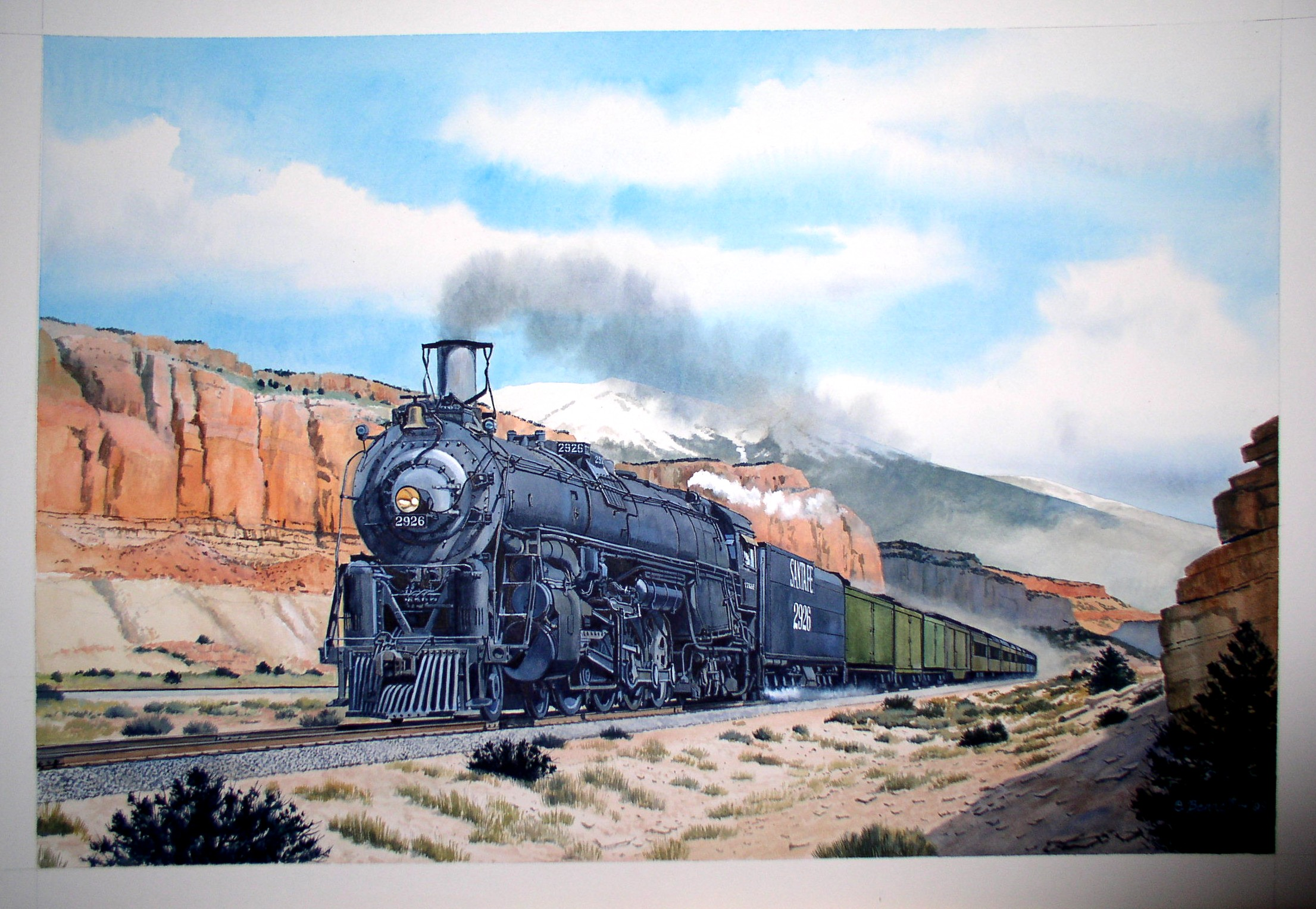
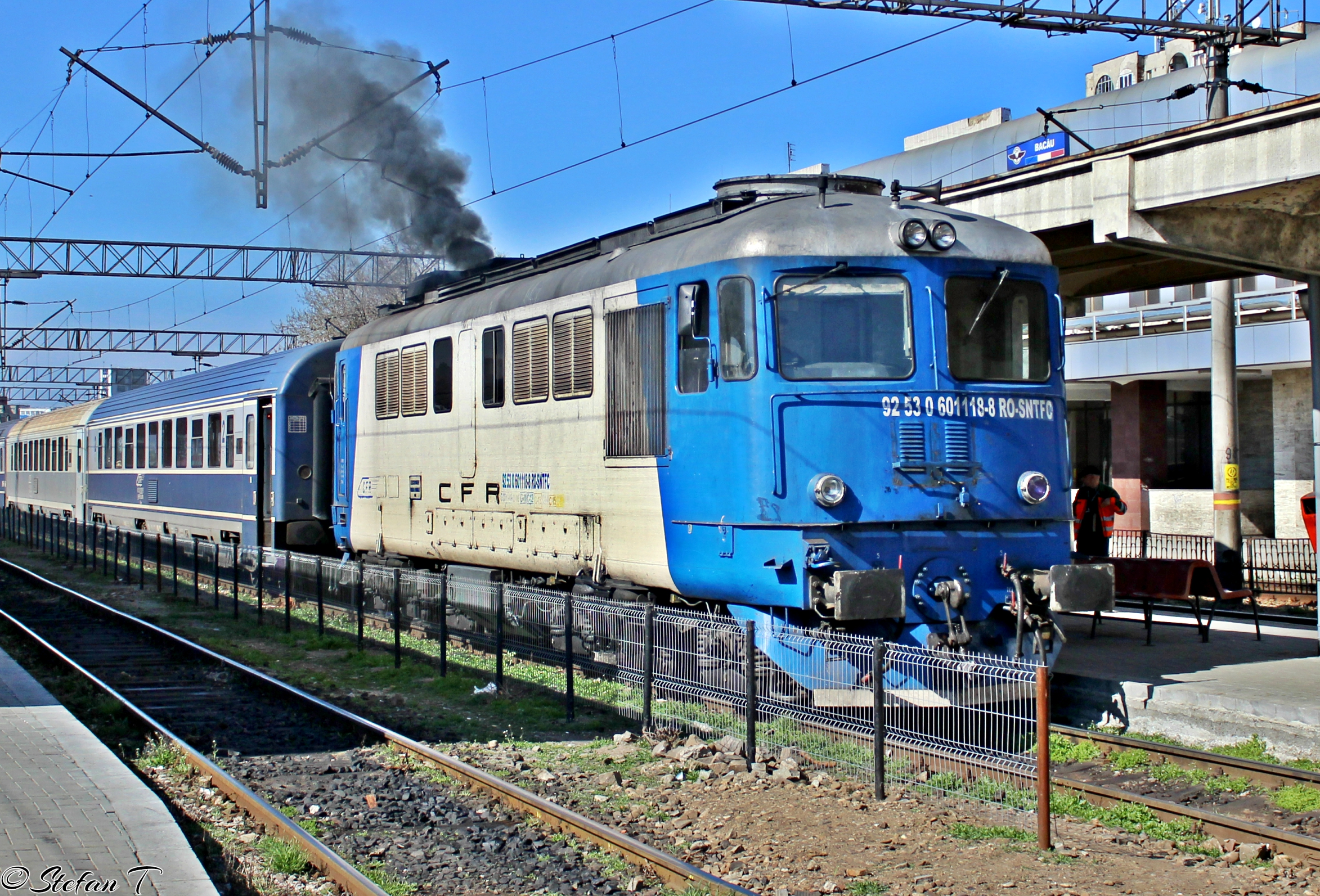
Locomotiva diesel-electrică românească 060-DA în gara Bacău
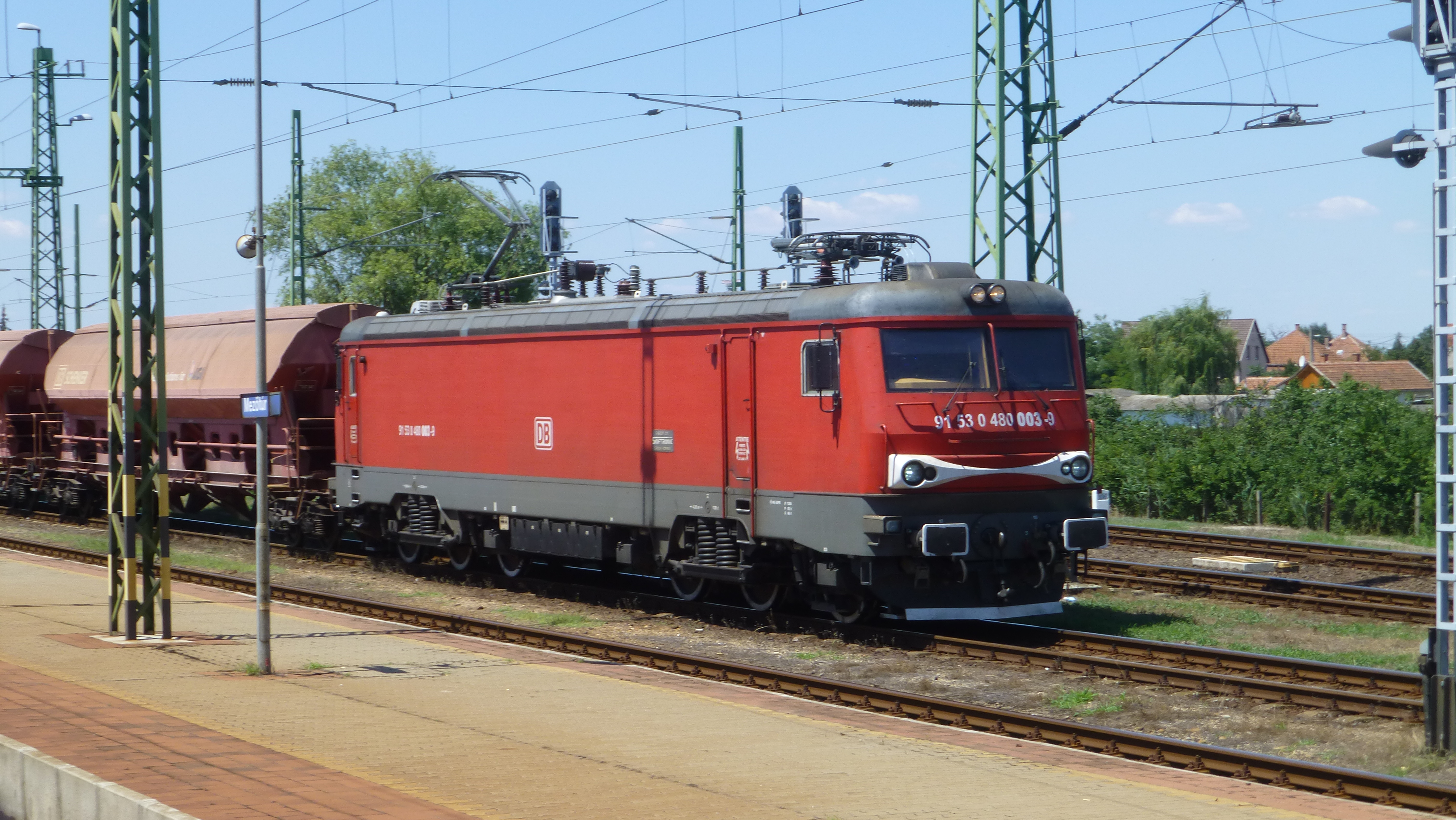
Locomotivă electrică Softronic Transmontana